# Rublenița
Rublenița è un comune della Moldavia situato nel distretto di Soroca di 3.960 abitanti al censimento del 2004.

## Località
Il comune è formato dall'insieme delle seguenti località (popolazione 2004):
- Rublenița (3.781 abitanti)
- Rublenița Nouă (169 abitanti)